# پوژژینا
پوژژینا (به صربی: Požežina) یک منطقهٔ مسکونی در صربستان است که در نووی پازار واقع شده‌است.